# Alžběta Babenberská
Alžběta Babenberská (německy Elisabeth von Babenberg; † 9. října 1107/1111?) byla štýrská markraběnka z dynastie Babenberků.

## Život
Alžběta se narodila jako jedna z řady dcer markraběte Leopolda II. Babenberského a Idy z Formbachu. Blíže neznámého roku se stala se druhou chotí štýrského markraběte Otakara II. Společně založili hornorakouský benediktinský klášter Garsten. Zemřela 7. října po roce 1107.